# Circonscription de l'Argolide
La circonscription de l'Argolide (grec moderne : Εκλογική περιφέρεια Αργολίδας) est une circonscription législative de la Grèce. Elle correspond au territoire du nome d'Argolide. Elle compte 95 088 électeurs inscrits en janvier 2015.

Situation de la circonscription de l'Argolide

## Élections législatives de mai 2012

### Résultats
La circonscription de l'Argolide élit trois députés en mai 2012. Les élections ont lieu au scrutin proportionnel plurinominal avec prime majoritaire et un seuil de représentation de 3 % des suffrages exprimés au niveau national.
64 494 électeurs se sont exprimés sur 96 312 inscrits, soit un taux de participation de 66,96 %. Parmi les vingt-trois listes candidates, trois listes obtiennent chacune un siège dans la circonscription.
| Rang | Liste                              | Nombre de voix | Pourcentage des voix | Nombre de sièges |
| ---- | ---------------------------------- | -------------- | -------------------- | ---------------- |
| 1    | Nouvelle Démocratie                | +17 882,       | 28,42 %              | 1                |
| 2    | Mouvement socialiste panhellénique | +08 744,       | 13,90 %              | 1                |
| 3    | SYRIZA                             | +08 056,       | 12,80 %              | 1                |
| 4    | Aube dorée                         | +06 232,       | 9,90 %               | 0                |
| 5    | Grecs indépendants                 | +05 056,       | 8,03 %               | 0                |
| 6    | Parti communiste de Grèce          | +03 719,       | 5,91 %               | 0                |
| 7    | Gauche démocrate                   | +03 575,       | 5,68 %               | 0                |

### Députés

#### Nouvelle Démocratie
La liste de la Nouvelle Démocratie est en tête et obtient un siège.
| Rang | Nom               | Nombre de voix |
| ---- | ----------------- | -------------- |
| 1    | Ioánnis Andrianós | +6 413,        |

#### Mouvement socialiste panhellénique
La liste du Mouvement socialiste panhellénique est deuxième et obtient un siège.
| Rang | Nom              | Nombre de voix |
| ---- | ---------------- | -------------- |
| 1    | Ioánnis Maniátis | +5 308,        |

#### SYRIZA
La liste de la SYRIZA est troisième et obtient un siège.
| Rang | Nom               | Nombre de voix |
| ---- | ----------------- | -------------- |
| 1    | Dimítrios Kodélas | +1 501,        |

## Élections législatives de juin 2012

### Résultats
La circonscription de l'Argolide élit trois députés en juin 2012. Les sièges sont répartis à l'issue d'un scrutin proportionnel plurinominal avec prime majoritaire entre les listes ayant obtenu au moins 3 % des suffrages exprimés au niveau national.
61 380 électeurs se sont exprimés sur 96 312 inscrits, soit un taux de participation de 63,73 %. Parmi les dix-sept listes candidates, trois listes obtiennent chacune un siège dans la circonscription.
| Rang | Liste                              | Nombre de voix | Pourcentage des voix | Nombre de sièges |
| ---- | ---------------------------------- | -------------- | -------------------- | ---------------- |
| 1    | Nouvelle Démocratie                | +22 057,       | 36,27 %              | 1                |
| 2    | SYRIZA                             | +13 066,       | 21,49 %              | 1                |
| 3    | Mouvement socialiste panhellénique | +08 781,       | 14,44 %              | 1                |
| 4    | Aube dorée                         | +05 741,       | 9,44 %               | 0                |
| 5    | Grecs indépendants                 | +03 362,       | 5,53 %               | 0                |
| 6    | Gauche démocrate                   | +02 895,       | 4,76 %               | 0                |
| 7    | Parti communiste de Grèce          | +01 872,       | 3,08 %               | 0                |

### Députés

#### Nouvelle Démocratie
La liste de la Nouvelle Démocratie est en tête et obtient un siège.
| Rang | Nom               |
| ---- | ----------------- |
| 1    | Ioánnis Andrianós |

#### SYRIZA
La liste de la SYRIZA est deuxième et obtient un siège.
| Rang | Nom               |
| ---- | ----------------- |
| 1    | Dimítrios Kodélas |

#### Mouvement socialiste panhellénique
La liste du Mouvement socialiste panhellénique est troisième et obtient un siège.
| Rang | Nom              |
| ---- | ---------------- |
| 1    | Ioannis Maniatis |

## Élections législatives de janvier 2015

### Résultats
La circonscription de l'Argolide élit trois députés en janvier 2015. Les sièges sont répartis à l'issue d'un scrutin proportionnel plurinominal avec prime majoritaire entre les listes ayant obtenu au moins 3 % des suffrages exprimés au niveau national.
63 215 électeurs se sont exprimés sur 95 088 inscrits, soit un taux de participation de 66,48 %. Parmi les seize listes candidates, trois listes obtiennent chacune un siège dans la circonscription.
| Rang | Liste                                | Nombre de voix | Pourcentage des voix | Nombre de sièges |
| ---- | ------------------------------------ | -------------- | -------------------- | ---------------- |
| 1    | Nouvelle Démocratie                  | +20 771,       | 33,76 %              | 1                |
| 2    | SYRIZA                               | +19 868,       | 32,29 %              | 1                |
| 3    | Aube dorée                           | +04 506,       | 7,32 %               | 1                |
| 4    | Mouvement socialiste panhellénique   | +04 089,       | 6,65 %               | 0                |
| 5    | La Rivière                           | +03 091,       | 5,02 %               | 0                |
| 6    | Parti communiste de Grèce            | +02 210,       | 3,59 %               | 0                |
| 7    | Mouvement des socialistes démocrates | +01 960,       | 3,19 %               | 0                |
| 8    | Grecs indépendants                   | +01 793,       | 2,91 %               | 0                |

### Députés
La répartition des sièges au sein de chaque liste élue dépend du nombre de voix obtenues individuellement par chaque candidat, suivant le système du vote préférentiel. Dans la circonscription de l'Argolide, les listes peuvent comporter jusqu'à cinq candidats. Les électeurs peuvent exprimer un vote préférentiel pour l'un des candidats sur la liste pour laquelle ils votent.

#### Nouvelle Démocratie
La liste de la Nouvelle Démocratie est en tête et obtient un siège.
| Rang | Nom               | Nombre de voix |
| ---- | ----------------- | -------------- |
| 1    | Ioannis Andrianos | +9 221,        |

#### SYRIZA
La liste de la SYRIZA est deuxième et obtient un siège.
| Rang | Nom               | Nombre de voix |
| ---- | ----------------- | -------------- |
| 1    | Dimitrios Kodelas | +8 010,        |

#### Aube dorée
La liste d'Aube dorée est troisième et obtient un siège.
| Rang | Nom             | Nombre de voix |
| ---- | --------------- | -------------- |
| 1    | Georgios Galeos | +01 678,       |